# Navadni jelen
Navadni jelen ali tudi rdeči jelen (znanstveno ime Cervus elaphus) je ena največjih vrst jelenov, saj lahko doseže plečno višino 130 cm in težo do 300 kg. Samci se ločijo od samic po mogočnem rogovju. Navadni jelen je največji slovenski jelen. Jelen je dejaven zlasti v mraku in ponoči. Podnevi počiva v zavetju dreves. Doživi lahko tudi 15 do 20 let, povprečno pa dočaka 5 do 6 let. Živi v gozdovih.